# Riacho dos Machados
Riacho dos Machados es un municipio brasilero del estado de Minas Gerais. Su población en 2022 era de 9.360 habitantes.

## Características
- Altitud:
- Máxima:. 1.130 m (Sierra Ganado Valiente)
- Mínima:. 700 m (Vera del Río Pez Valiente)
- Punto Central del Municipio: 821,01 m

Sus principales cursos de agua son el río Vacaria y el río Samambaia.

## Temperatura
- media anual:24,5
- máxima anual:30,8
- media mínima anual:18,6

## Historia
La emancipación se dio a través de la Ley n.º 2764 del 30 de diciembre de 1962. Su emancipación se dio oficialmente el 3 de marzo de 1963, fecha en que se conmemora el aniversario de Riacho dos Machados.